# كاشف كورنفورث
كاشف كورنفورث أو ثنائي كرومات البيريدينيوم (يرمز له اختصاراً PDC) هو ملح ثنائي الكرومات لكاتيون البيريدينيوم. ينسب هذا الكاشف الكيميائي إلى جون كورنفورث، الذي حضره أول مرة سنة 1962.

## التحضير
يحضر كاشف كورنفورث من تفاعل ثلاثي أكسيد الكروم مع البيريدين.

## الخواص
لكاشف كورنفورث خواص مؤكسدة قوية جداً.

## الاستخدامات
يستخدم الكاشف في تفاعلات الأكسدة العضوية لتحويل الكحولات الأولية إلى ألدهيدات والكحولات الثانوية إلى كيتونات. إلا أن السمية المرتفعة تحول دون استخدام مثل الكواشف في الوقت الحالي، ولوجود بدائل أسهل من حيث التعامل.

## اقرأ أيضاً
- كاشف ولينز
- كاشف بندكت
- كاشف كولنز
- ملح راينكه